# Ampelocissus latifolia
Ampelocissus latifolia — вид квіткових рослин з родини виноградових (Vitaceae). Ареал охоплює такі країни: Пакистан, Непал, Індія (майже по всій території), Бангладеш, Північний Таїланд, Лаос.

## Біоморфологічна характеристика
Слабка трав'яниста витка рослина з бульбовим кореневищем; стебло та гілки порожнисті, більш-менш голі, молоді частини запушені. Листя округле або широко серцеподібне 7–15 x 8–15 см, 3–7 лопатеве, лопаті гострі, пилчасто-зубчасті, ± голі з обох боків; ніжка листка 3–5 см завдовжки, прилистки дрібні, опадають. Суцвіття компактне; квітконіжка 6–7 см завдовжки, що закінчується довгим роздвоєним вусиком. Квіти численні, насичено-червонуваті. Чашечка усічена або неясно 5-зубчаста. Пелюсток 5, довгасті. Зав'язь 10-лопатева на верхівці, западає в диск, стовпчик відсутній; приймочка чашоподібна. Ягода куляста, чорна, 6–7 мм, 2-насінна, рідко 3-насінна. Насіння еліптичне, на краю зморшкувате.
Період цвітіння: травень-серпень. Період плодіння: жовтень. 